# 빌리자우
빌리자우(독일어: Willisau)는 스위스 루체른주 빌리자우구에 있는 자치체이다. 2006년 1월 1일 빌리자우 란트와 빌리자우 슈타트의 지자체에서 형성되었다. 2021년 1월 1일에 이전 지자체 게트나우(Gettnau)가 빌리자우로 합병되었다.

## 역사
2세기 또는 3세기에 빌리자우 근처에 로마인 정착지가 있었다. 893년에 Cozeriswilare / Gesserswil의 알레만니족 정착촌은 현대 빌리자우 근처에 언급되었다. 11세기에 이 지역에 교구 교회가 존재했으며, 1101년에는 혼슈테텐(헤가우) 영주가 빌리네쇼우오에 있는 교회에 대한 후원권을 소유한 것으로 언급되었다. 1245년 남작 폰 하젠부르크는 교회와 주변 땅을 합스부르크 왕가를 위한 영지로 소유했다.
1302-3년에 하젠부르크의 세 형제 마르크바르트, 하이모, 발터는 요새화된 마을인 빌리자우를 건설했다. 새로운 도시는 합스부르크 왕가에 의해 성벽과 요새를 가질 권리가 부여되었고 나중에 시장을 보유할 권리가 부여되었다. 건국 당시에는 약 150명의 시민이 있었을 것이다. 결혼을 통해 1367년에 아르 부르크 백작이 이 도시를 상속받았다. 그러나 그것은 여전히 오스트리아 합스부르크의 봉토로 남아 있었다. 1375년 오스트리아의 레오폴드 공작은 이 지역을 습격하던 영국군과 프랑스군, 구글러 용병들에게 점령당하는 것을 막기 위해 요새화되지 않은 도시를 불태우라고 명령했다. 10여 년 후인 젬파흐 전쟁 당시 1386년 레오폴드는 도시가 스위스의 손에 넘어가는 것을 방지하기 위해 도시를 다시 불태우라고 명령했다.
빌리자우를 둘러싼 작은 마을은 중세 시대에 설립되었으며, 수세기 동안 여러 귀족에 의해 통치되었다.

### 생존

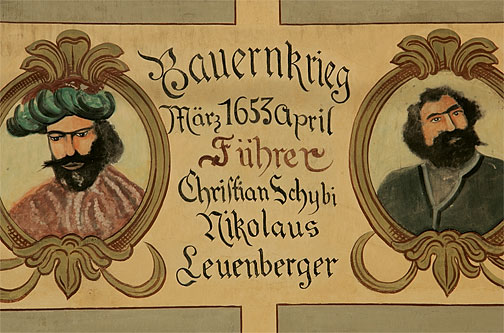
빌리자우 출신의 스위스 농민 전쟁 지도자 두 명을 기리는 벽화

1407년에 하젠부르크 가족의 후손들은 도시를 루체른에 팔았다. 도시는 루체른에서 베른까지의 중요한 무역로에 있었기 때문에 중요한 지역 무역 센터이자 지역 또는 보그테이의 중심지로 성장했다. 그러나 처음에 보그는 루체른에 남아 지역 암트만 또는 집행관을 통해 통치했다. 1471년 화재로 도시의 대부분이 파괴되었다. 다음 세기에 걸쳐 도시는 점차 추가 권리와 자치권을 획득했다.
1653년의 스위스 소작농 전쟁 이후, 보그는 시골을 더 잘 통제하기 위해 루체른에서 빌리사우로 이주하면서 도시에 자치를 더했다. 1690-95년에 란트포그트 프란츠 베른하르트 페어가 포그트의 거주지이자, 행정 중심지로 큰 징수관의 성을 건설했다. 16세기까지 이 도시는 많은 소규모 공예가와 사업주들의 집이 되었다. 마을은 어느 정도 번영했지만, 부유한 시민은 거의 없었다. 1704년에 이 도시는 화재로 네 번째로 파괴되었다. 거주자 중 극소수만이 집을 재건할 수 있을 만큼 부유했으며, 재건 속도가 매우 느렸다.

### 분단과 통일
2006년 이전에 지자체는 빌리자우 슈타트(시, 337ha)와 빌리자우 란트(시골 지역, 3,771ha)로 분할되었다.
17세기와 18세기 동안 이 도시는 비교적 부유한 반면 윌리사우 랜드는 일반적으로 더 가난했다. 1763년에는 주변 시골의 가난한 사람들을 지원하기 위해 마을에 특별세가 포고되었다. 윌리사우 랜드에 있는 사람들은 마을의 법률과 관할권 아래에 있었지만, 더 이상 가난한 사람들을 돌볼 책임이 없었다. 1798년, 헬베티아 공화국이 수립된 후, 도시 시민의 특별 권리가 폐지되고, 두 개의 세금 구역이 별도의 지자체가 되었다. 헬베티아 공화국의 붕괴와 1803년 중재법에 따라 두 지자체는 완전히 자치가 되었다. 두 개의 분리된 공동체에도 불구하고 빌리자우 슈타트는 이 지역의 인구와 경제 중심지로 남아 있었다. 1990년대까지 두 지자체는 많은 조직과 책임을 공유했다.
2004년 1월 25일에 두 지자체의 인구는 통일을 위해 투표했다. 따라서 2006년 1월 1일에 이전에 분리되었던 빌리자우 슈타트와 빌리자우 란트의 지자체가 빌리자우의 지자체로 병합되었다.

### 게트나우
게트나우는 9세기에 케핀하우바로 처음 언급되었다.

## 지리

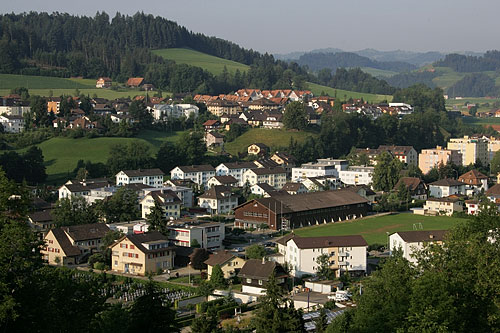
빌리자우와 주변 언덕

2004년 9월 기준, 빌리자우는 47.22k㎡의 면적을 가지고 있다. 이 지역 중 약 63.5%가 농업용으로 사용되고 27.7%는 산림이다. 나머지 토지 중 8.0%는 정착지(건물 또는 도로)이고 0.8%는 불모지이다. 2004년 9월, 조사에서 총 212ha 또는 전체 면적의 약 5.1%가 건물로 덮여 있었는데, 이는 1981년에 비해 61ha가 증가한 것이다. 농경지 중 71ha는 과수원과 포도원으로 사용되고 2,643ha는 들판과 초원이다. 1981년 이후 농경지는 94ha 감소했다. 같은 기간 동안 산림 면적은 3ha 증가했다. 강과 호수는 지자체에서 43ha를 차지한다.

## 인구통계

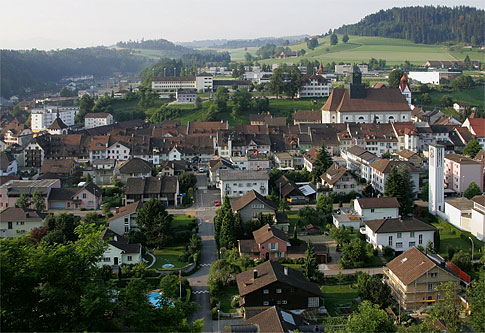
빌라자우 마을

빌리자우의 인구(2020년 12월 기준 )는 7,752명이다. 2008년 기준으로 인구의 8.1%가 거주하는 외국인이다. 지난 10년(2000-2010년) 동안 인구는 2.3%의 비율로 변화했다. 이민은 0%, 출생 및 사망은 1.3%를 차지했다. 2000년 기준, 인구 대부분인 94.5%가 독일어를 모국어로 사용하고, 알바니아어가 두 번째로 많이 사용(2.3%), 세르비아-크로아티아어가 세 번째(0.7%)로 사용된다.
2008년 기준, 인구는 6,620명의 스위스 시민과 586명의 비시민권자(인구의 8.13%)로 구성되어 있다. 2000년 기준으로 아동·청소년(0~19세)이 25.4%, 성인(20~64세)이 59%, 노인(64세 이상)이 15.7%를 차지하고 있다.

2009년 기준 신규주택 건설률은 인구 1000명당 1.8세대였다. 2010년 지자체 공실률은 0.49%였다.

### 과거 인구 통계
역사적 인구는 다음 차트에 나와 있다:

## 국가중요문화재
구시가지, 성 베드로와 바울의 가톨릭 교회, 란트포그트 성 (징수관의 성) 및 하일리크블루트의 순례 예배당은 국가적으로 중요한 스위스 문화유산으로 등록되어 있다. 빌리자우의 전체 마을은 스위스 유산 목록의 일부이다.

### 교구교회
빌리자우 마을은 첫 번째 교구 교회 근처에 설립되었다. 그 첫 번째 건물은 13세기에 로마네스크 양식으로 대체되었으며, 탑만 남아 있다. 1805-10년에 광범위한 고전주의 기둥이 있는 현재의 교회가 초기 교회 자리에 세워졌다. 요제프 푸르체르트가 디자인했다. 1929년에 개조되었다. 리노베이션 중에 대형 철근 콘크리트 종탑이 교회 지붕에 추가되었다. 이 타워는 철근 콘크리트 건축의 건축적 업적으로 간주된다. 1995-7년에 교회를 개조하여 내부를 원래 모습으로 되돌렸다.

### 성혈 교회 (헬리크블루트)
현재의 예배당은 1674년에 초기 고딕 양식의 예배당과 훨씬 더 초기의 목조 예배당 자리에 세워졌다. 전설에 따르면, 1392년 7월 7일에 세 남자가 예배당 근처에서 카드놀이를 하고 있었다. 그중 한 사람이 모든 돈을 잃어버리자 칼을 빼어 그리스도를 저주했다. 다섯 방울의 피가 탁자 위에 떨어졌고, 신성 모독자인 욀리 쉬뢰터는 악마에게 끌려갔다. 두 번째 사람은 다섯 방울의 피를 닦다가 죽고, 세 번째 사람은 성문 밖에서 달아나 죽었다. 성혈 다섯 방울이 있는 식탁은 현지 사제가 구했고 이를 담기 위해 나무로 된 예배당을 지었다. 현재 예배당은 큰 토스카나 베란다가 있는 르네상스 양식으로 지어졌다. 3개의 목조 초기 바로크 몇 년 후에 제단이 추가되었다. 벽은 성혈의 전설에 대한 8개의 그림으로 장식되어 있다. 천장은 성경 장면, 예배당의 사도와 후원자를 보여주는 안톤 암베르크의 70 그림으로 장식되었다.

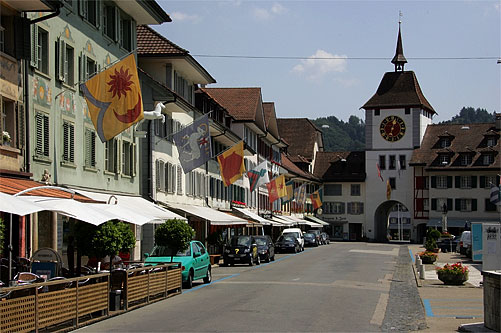
구 시가지
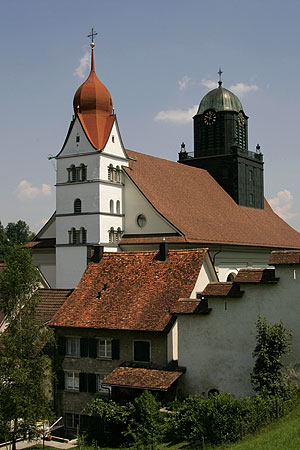
가톨릭 성 베르로와 바울 교회
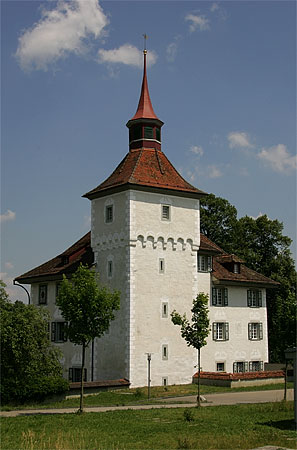
란트포크타이성
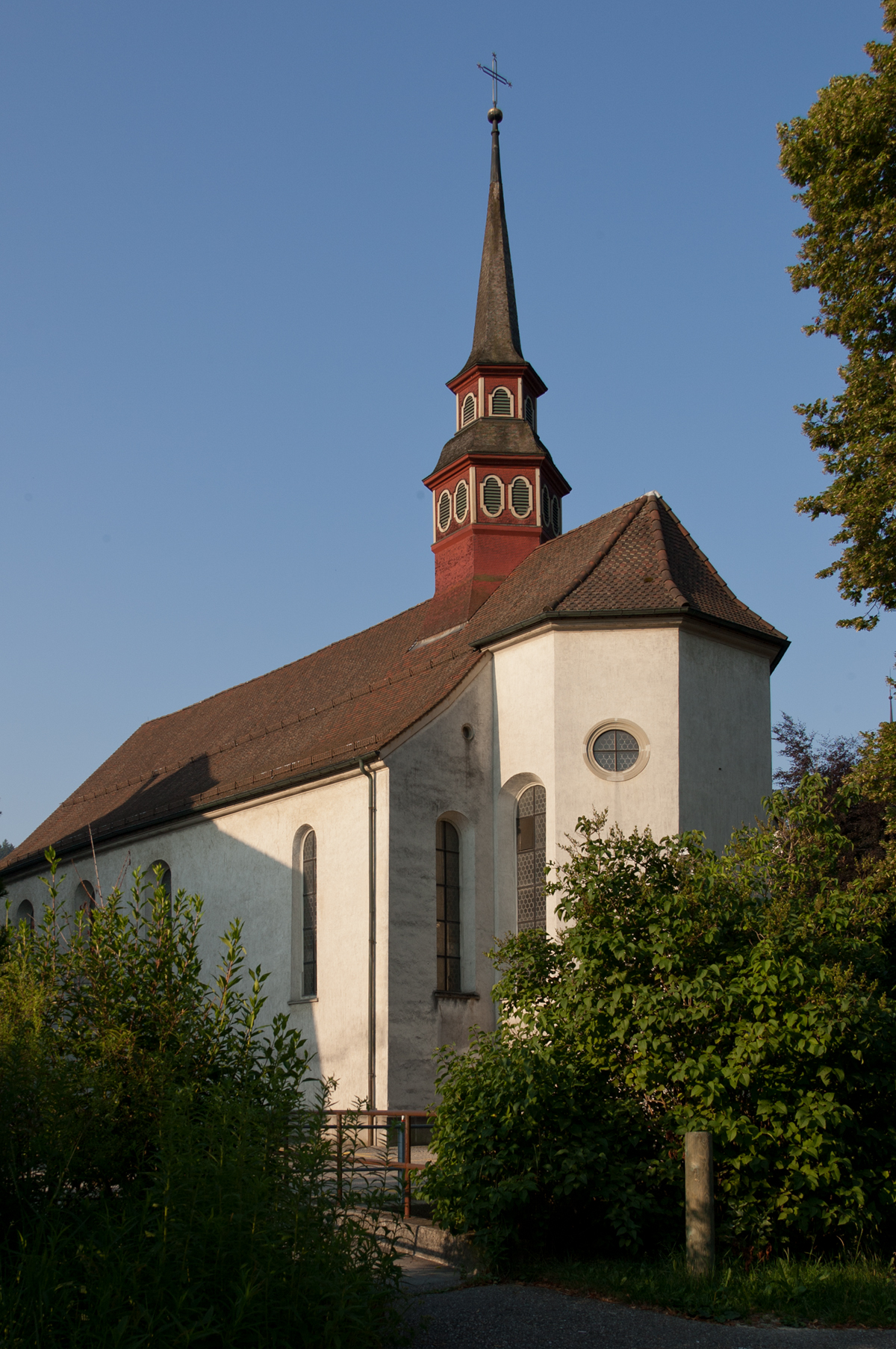
하일리크블루트 예배당

## 경제
빌리자우는 농업과 제조업이 경제에서 중요한 역할을 하는 지자체인 혼합 농업 산업 공동체이다.
2014년 기준으로 지자체에 고용된 사람은 총 4,888명이다. 이중 총 486명이 1차 경제 부문의 182개 사업체에서 일했다. 2차 산업체는 104개 사업체에 1,162명의 근로자를 고용하고 있으며, 그중 24개 중소기업(총 523명)과 5개 중소기업(412명)이 있었다. 마지막으로, 3차 부문은 460개 기업에서 3,240개의 일자리를 제공했다. 총 1,205명의 직원을 둔 45개의 중소기업과 670명의 직원을 둔 6개의 중소기업이 있었다.
2015년에는 전체 인구의 5.4%가 사회 지원을 받았다. 2011년 지자체의 실업률은 0.9%였다.
2015년 국내 호텔은 총 5,451건의 숙박을 했으며, 그중 67.1%가 해외 방문객이었다.
2015년 기준 CHF 80,000를 버는 두 자녀를 둔 부부의 시 평균 세율은 5.2%이고, CHF 150,000를 버는 1인의 세율은 15.4%로, 둘 다 캐나다 평균에 가깝다. 주. 2013년에 납세자 1인당 지자체 평균 소득은 CHF 68,376이고 1인당 평균 소득은 CHF 28,594로 각 주 평균 CHF 77,327 및 CHF 33,180보다 낮다. 또한 전국 납세자 1인당 평균 CHF보다 적다. 82,682이고 1인당 평균 CHF 35,825이다.
2008년에 정규직에 상응하는 총 일자리 수는 3,170개였다. 1차 부문의 일자리 수는 342개였으며 그 중 농업이 339개, 어업 또는 어업이 4개였다. 2차 부문의 일자리 수는 987개였으며, 그중 605개(61.3%)가 제조업에, 378개(38.3%)가 건설에 종사했다. 3차 부문의 일자리는 1,841개였다. 3차 부문에서; 479개(26.0%)는 도소매 또는 자동차 수리업, 82개(4.5%) 및 상품 이동 및 보관업, 103개(5.6%) 호텔/레스토랑), 113개(6.1%)은 정보 산업이었다. 88개(4.8%)는 보험 또는 금융 산업, 148개(8.0%)는 기술 전문가 또는 과학자, 269개(14.6%)는 교육, 337개(18.3%)는 의료 분야였다.
근로 인구의 9.3%는 대중교통을 이용해 출근했고 52.2%는 자가용을 이용했다.

## 교육
빌리자우에서는 인구의 약 47.7%가 필수가 아닌 고등교육을 이수했으며, 18.2%가 추가 고등 교육(대학 또는 응용학문대학)을 이수했다.
루체른주의 학교 시스템은 1년의 비 의무 유치원을 제공할 수 있으며 항상 1년의 의무 유치원을 제공하고, 그 다음 6년의 초등학교를 제공한다. 이후 3년 동안 의무적으로 중학교에 진학하여 능력과 적성에 따라 4단계로 구분한다. 중학교 이하 학생들은 추가 교육을 받거나 견습 과정에 들어갈 수 있다.
빌리자우는 28개 학급에 약 540명의 학생이 있는 체육관을 운영한다.
2009년 ~ 2010학년도 동안 총 1,102명의 학생이 빌리자우의 수업에 참석했다. 지자체에는 총 89명의 학생이 있는 5개의 유치원 수업이 있었다. 유치원생 중 13.5%는 스위스의 영주권 또는 임시 거주자(시민권 아님)였으며 14.6%는 교실 언어와 다른 모국어를 사용한다. 지자체에는 21개의 초등 학급과 427명의 학생이 있었다. 초등학생 중 11.2%는 스위스의 영주권 또는 임시 거주자(시민권 아님)였으며 15.7%는 교실 언어와 다른 모국어를 사용한다. 또한 12명의 학생이 특별하고 소규모 초등학교에 다녔다. 16개의 고급 체육관에 다니는 305명의 학생이 있었다.클래스. 같은 해에 총 269명의 학생이 있는 16개의 중등 학급이 있었다. 총 189명(70.3%)의 학생이 상위 2개 수준(일반적으로 대학 교육으로 이어짐)에 있는 반면 학생의 70명(26.0%)는 3단계(응용학문대학 교육 또는 견습으로 이어질 수 있음)에 있다. 그리고 10명(3.7%)의 학생이 가장 낮은 수준에 있다. (도제로 이어질 수 있음).
빌리자우에는 Regionalbibliothek 빌리자우 도서관이 있다. 도서관은 2008년 현재 10,898권의 책 또는 기타 매체를 보유하고 있으며 같은 해에 28,107권을 대출했다. 그해에는 주당 평균 10시간씩 총 146일을 열었다.

## 교통
- 빌리자우역